# Karlskoga Idrottsgymnasium
Karlskoga Idrottsgymnasium, även kallad KIG, är en privat gymnasieskola belägen vid Karlskoga folkhögskola i Aggerud i Karlskoga. 

## Utbildning
Karlskoga Idrottsgymnasium har för närvarande 2 olika inriktningar. 
- Ekonomiprogrammet
- Samhällsvetenskapsprogrammet

## Idrotter
- Fotboll
- Ridsport
- Simning
- Golf